# A Siemens Vectron magyarországi története

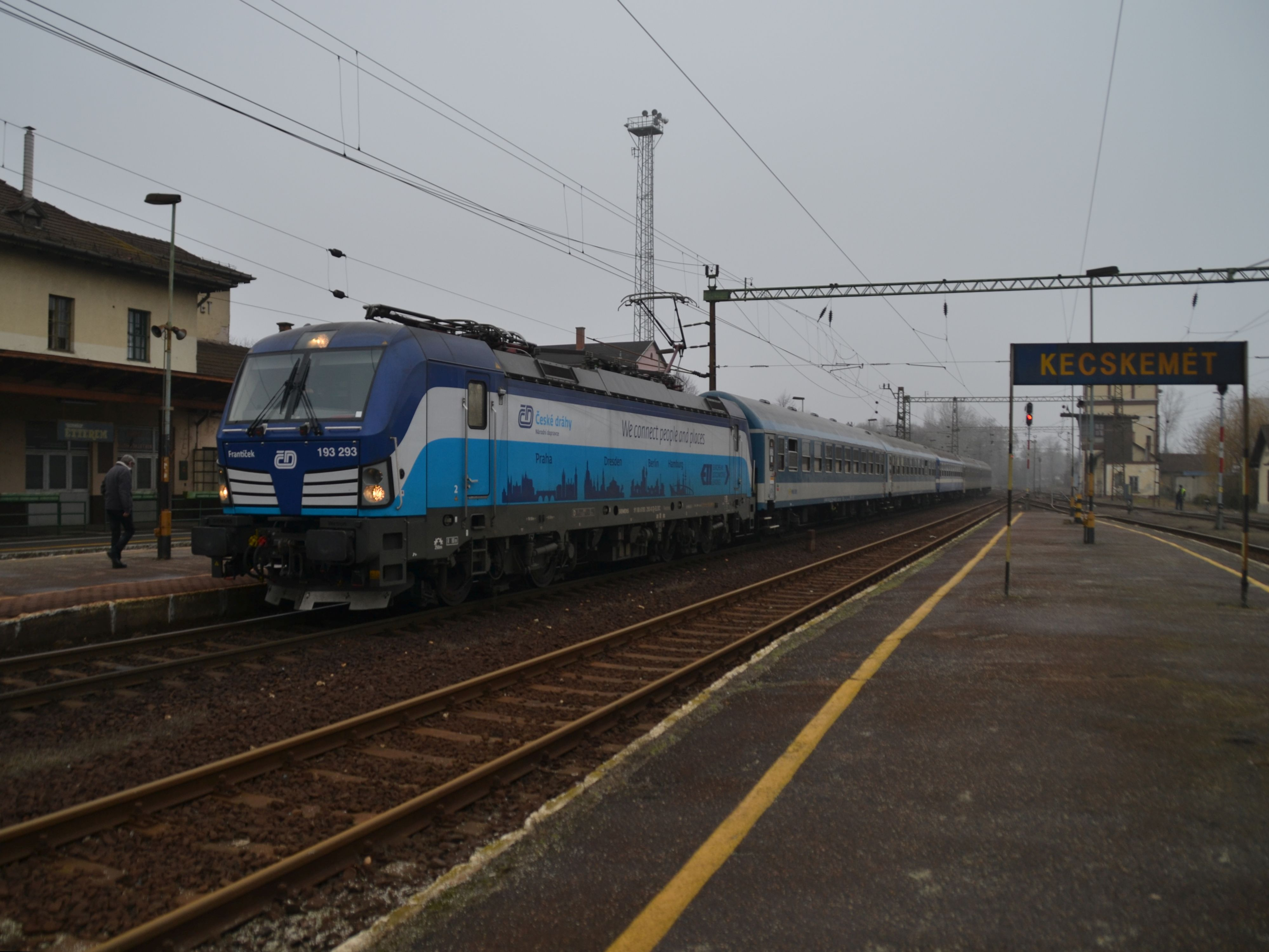
Siemens Vectron villamosmozdony Kecskeméten 2021 februárjában

A németországi Siemens 2010 óta gyártja a Siemens Vectron többáramnemű villamos mozdonyokat. Az évek során több mint 2000 mozdonyra érkezett megrendelés különböző nemzeti és magán vasúttársaságoktól, ezzel ez a mozdonycsalád lett a Siemens legsikeresebb villamosmozdony sorozata. Az európai vasúti közlekedés egyre inkább átjárhatóvá váló határainak köszönhetően nem volt kérdéses, hogy a Vectron sorozat Magyarországon is megjelenik.

## Háttér

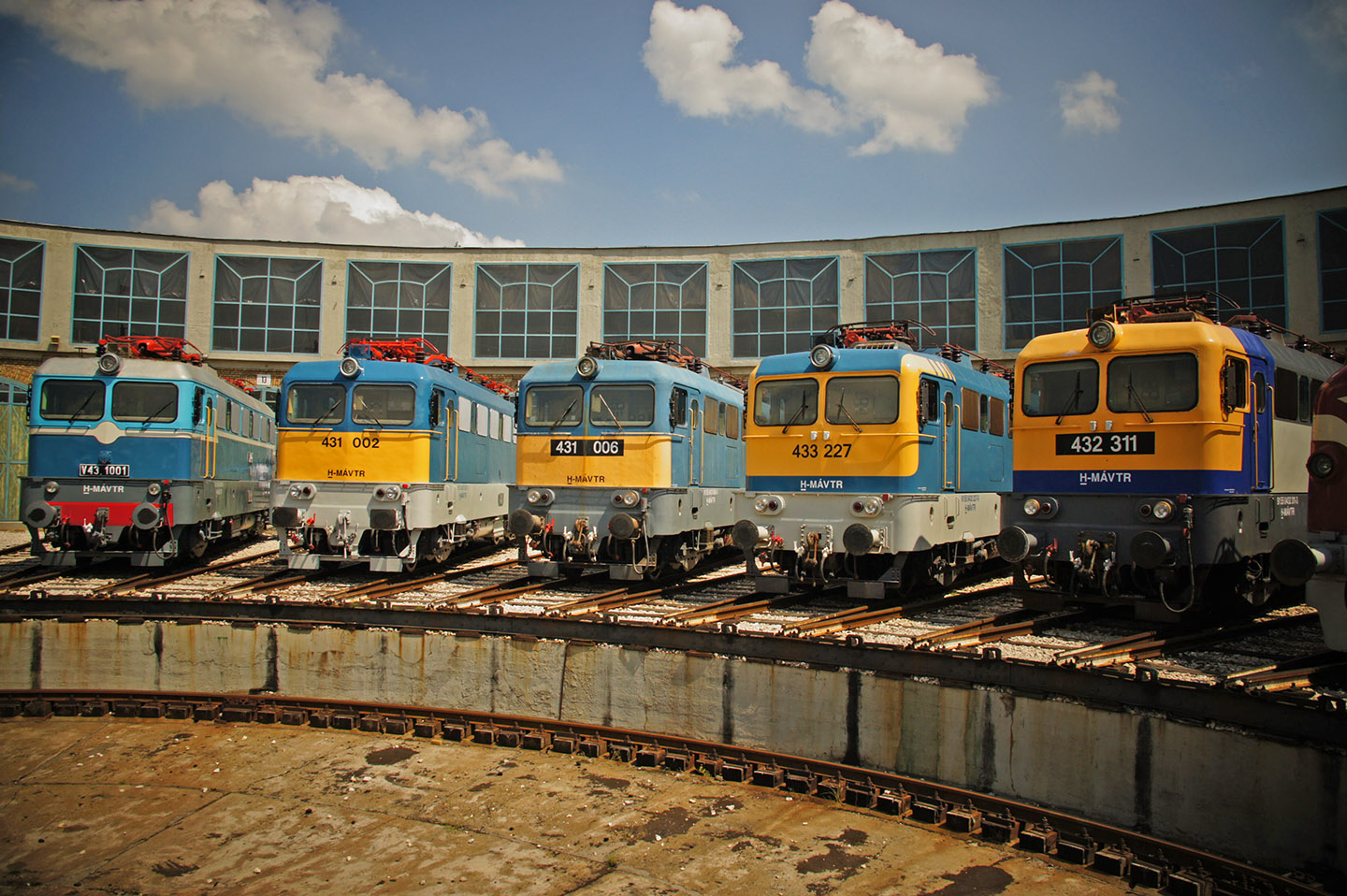
1000-es, 2000-es és 3000-es sorozatú mozdonyok egymás mellett a Magyar Vasúttörténeti Parkban

A magyar vasút villamos mozdonyainak többsége a V43 és a V63 sorozatba tartozik. Mindkettő sorozat nagyon régi és korszerűtlen, a V43 sorozat tagjai 1963 és 1982 között, míg a V63 sorozat gépei 1974 és 1988 között készültek. Sebességük és teljesítményük nem elegendő napjaink vonatainak továbbításához, ezért cseréjük egyre inkább sürgőssé vált.

## A demonstrátor
2013. június 9-én a 193 924-es Vectron megérkezett Bécsből Hegyeshalomba. A következő nap állópróbát tartottak, 11-én Hegyeshalom és Öttevény között a Mirel biztosítóberendezés hitelesítését végezték el. A futópróba során a Rail Cargo Hungaria 015-ös Taurus mozdonya működött közre fékmozdonyként.

## Magánvasúti gépek
Számos, Magyarországon közlekedési engedéllyel rendelkező magánvasúttársaság üzemeltet Vectron mozdonyokat, így ezek a járművek már évek óta meghatározó szereplői a hazai vasúti forgalomnak.
Magyarországi cégek közül a Foxrail rendelkezik két saját tulajdonú Vectronnal. Az első mozdonyt 2021 januárjában rendelték, mely már 2021 nyarán munkába is állt. A szerződés tartalmazott egy opciót is egy második gépre, melyet le is hívtak. Egy harmadik gép munkába állása 2026-ban várható, és rendeltek még egy 4. gépet is.

## Külföldi államvasutak mozdonyai

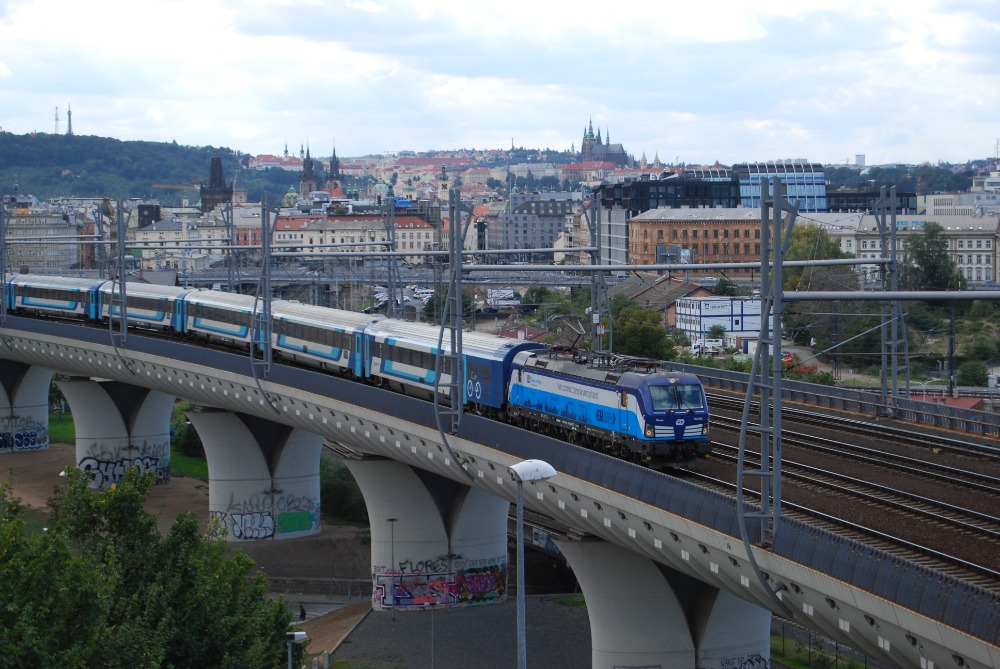
A Hungária EuroCity Prágában

A Hamburg és Budapest között közlekedő Hungária EuroCity járatot a Cseh Államvasutak a ČD 193 sorozatú Vectron mozdonnyal továbbítja 2021 április 6. óta.

## Mozdonyok a GySEV-nél

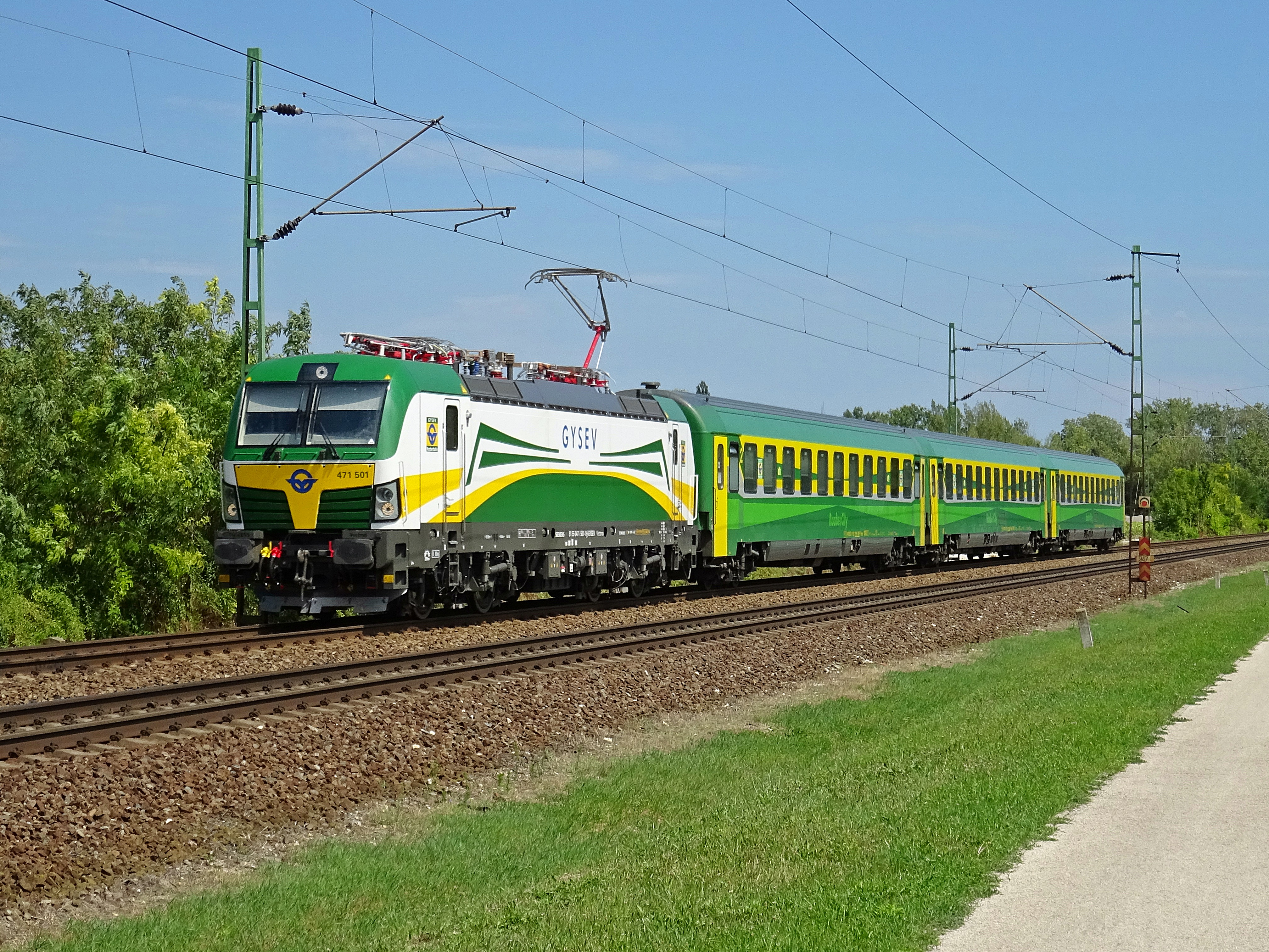
A GySEV 471 501-es pályaszámú Vectronja a Scarbantia InterCity-vel halad Sopronba Szőnynél

A GYSEV 471 sorozat a Győr–Sopron–Ebenfurti Vasút legújabb beszerzésű villamos mozdonytípusa. A mozdonyok a Siemens Vectron mozdonycsaládjának részét képezik, ezen belül a GYSEV két altípust üzemeltet, 6 darab AC (kétáramnemű, 25 kV 50 Hz valamint 15 kV 16,7 Hz váltóáram) altípusú a 471 001–006 pályaszámokon, valamint 3 darab MS (többáramnemű) altípusú a 471 500–502 pályaszámokon fut.

## A 115 darabos MÁV megrendelés
Az elkövetkező időszakban a magyar vasúti üzemeltetők, az állami és magánszektor egyaránt komoly érdeklődést mutattak a Siemens Vectron sorozat iránt. Egy ambiciózus, 115 darabos beszerzési kísérlet keretében egy átfogó modernizációs program indult el, melynek célja a hosszú távú fenntarthatóság és a korszerű, környezetbarát üzemeltetés biztosítása volt. A tervezett nagyszámú beszerzés a forgalom- és kapacitásbővítés, valamint az energiahatékonyság növelését szolgálta.
2019-ben a MÁV-Start 115 új mozdony vásárlásának finanszírozásáról egyeztetett a kormánnyal. A tenderre 2020 februárjában várták az ajánlatokat, az eredményhirdetést 2020 végére ígérték. A pályázaton Siemensen kívül a Bombardier indult még. A döntést ezután 2021 derekára csúsztatták, ám végül csak 2022 áprilisában írták alá a keretmegállapodást a MÁV a 115 új villamos mozdonyáról a Siemens Mobility Kft. és a Siemens Mobility Austria GmbH párosával. A megbízás 90 két- és 25 három áramrendszerű olyan mozdonyra szólt, amelyek a 200 kilométer/óra sebességre is alkalmasak. A két áramrendszerű Siemens Vectron mozdony nettó egységára 3 millió 490 ezer, a három áramrendszerű mozdony nettó egységára pedig 4 millió 65 ezer euró lett volna.
2023 májusában Lázár János már úgy fogalmazott az ATV-nek, hogy a járműpark felújításánál a kormány már nem számít a Siemens közreműködésére.
A projekt számos kihívással szembesült: a beszerzési folyamatban felmerülő szervezési, finanszírozási és logisztikai nehézségek végül oda vezettek, hogy a teljes beszerzési tervet – amely jelentős reményeket és lehetőségeket kínált – visszamondták. A visszalépés hátterében nemcsak a gazdasági, hanem a szervezeti és stratégiai kérdések is álltak, melyek lehetetlenné tették a tervezett nagyléptékű beruházás végrehajtását.

## Bérlés
2025. január elején Lázár János építési és közlekedési miniszter bejelentette, hogy 40 villamos- és 15 dízelmozdonyt fog a MÁV bérelni, hogy így korszerűsítse a vontató állományát. A villamos mozdonyok egy része Vectron lesz. 2026-ban további villamos mozdonyok bérlése valósulhat meg. A cél az, hogy 2026 nyaráig a MÁV napi forgalomban közlekedő villamos mozdonyainak legalább fele korszerű legyen, és az InterCity-szerelvényeket közel 90%-ban modern, nagy teljesítményű mozdonyok vontassák.
2025. januárjában öt ELL-Vectron érkezett Budapestre. Ezek a járművek az osztrák alapítású European Locomotive Leasing lízingcég tulajdonában vannak.
Az első szerelvény, melyet bérelt Vectron továbbított 2025. február 4-én reggel indult vel a Hernád-Zemplén Intercity élén.
A kormány célja, hogy 2026 végéig 100 korszerű bérelt mozdony álljon forgalomba, melyből 60 db Vectron lesz. A bérelt mozdonyok között vannak több, mint 10 évesek is és olyanok is, melyek közvetlenül a gyárból érkeznek a MÁV kötelékébe szintén bérleti konstrukcióban.

## Lásd még
- A Stadler FLIRT magyarországi története